# Долни-Чифлик
Долни-Чифлик (болг. Долни чифлик) — город в Болгарии. Находится в Варненской области, входит в общину Долни-Чифлик. Население составляет 7016 человек (2022).

## Политическая ситуация
Кмет (мэр) общины Долни-Чифлик — Борислав Николаев Натов (независимый) по результатам выборов.